# Khwaja
Khwāja o Khawāja (in persiano خواجه‎ khvājeh, in arabo خواجة‎?, khawāja) è un titolo onorifico usato nel Vicino e Medio Oriente, Asia meridionale e Asia centrale. Significa letteralmente Maestro - nel senso che in lingua italiana si attribuisce a un musicista, a un pittore o a uno scultore - o Signore. Il titolo era spesso usato anche attribuendolo a un esponente di spicco del Sufismo, a uno studioso di rilievo, a un apprezzato insegnante, a un ricco mercante, a un alto funzionario o a potenti eunuchi, cui spesso venivano affidati incarichi pubblici e privati di rilievo.
Inizialmente onorifico, più tardi esso divenne un soprannome o un vero e proprio cognome. Sono usati perciò Hodja, o Hoca (in turco), Hodža (bosniaco), Hoxha (albanese), Hodža (slovacco), Hotzakis (greco) e al-Khawaja.
Nell'India musulmana il termine è invece usato per indicare un ismailita seguace dell'Agha Khan (che per lo più sono appunto agiati mercanti).

## Personaggi che hanno portato tale titolo

### Uomini
- Khwaja Abd Allah Ansari (1006–1088), Sufi persiano
- Khoja Akhmet Yassawi (1093-1166), poeta kazako e Sufi
- Khwāja Moinuddin Cishti (1141-1230), noto anche come Khwāja Gharib Nawaz, santo sufi dell'Ordine mistico della Cishtiyya, specialmente attiva in India e legata alla dinastia fondata dall'imperatore Akbar
- Khwaja Qutbuddin Bakhtiar Kaki(1173-1235), mistico sufi, studioso della Cishtiyya di Delhi, India
- Khwaja Jalaluddin Surkh-Posh Bukhari (1199-1291), santo sufi e divulgatore della "Suhrawardiyya", chiamato Surkh-posh ("Vestito rosso") per via del mantello rosso che spesso indossava
- Khawaja Muḥammad ibn Muḥammad ibn Ḥasan Ṭūsī, anche noto come Nasir al-Din al-Tusi (1201-1274)
- Nasreddin Khoja (m. ca. 1280), figura satirica del sufismo, noto come filosofo popolare e uomo dotato di saggezza
- Khawaja Awais Kagha (m. 1300), santo sufi
- Hazrat Shaykh Khwaja Syed Muhammad Nizamuddin Awliya (1238-1325), santo sufi della Cishtiyya
- Abū l-Suʿūd Muḥammad b. Muḥyi al-Dīn Muḥammad b. al-ʿImād Muṣṭafā al-ʿImādī, noto come Khoja Çelebi (Hoca Çelebi) (30 dicembre 1490 - 23 agosto 1574), famoso commentatore hanafita del Corano e Shaykh al-Islām
- Khawaja Shamsuddin Khawafi (m. 1600), Vizir dell'imperatore Akbar e suo Sovrintendente all'edilizia
- Khwaja Mir Dard (1721-1785), poeta indiano
- Khwaja Alimullah (m. 1854), Nawab di Dacca (attuale Bangladesh)
- Michal Miloslav Hodža (1811–1870), irredentista nazionale slovacco
- Nawab Bahadur Sir Khwaja Abdul Ghani Mian KCSI (1813–1896), primo nawab di Dacca a essere riconosciuto dal British Raj
- Khwaja Ghulam Farid (1845-1901), poeta sufi sud-asiatico
- Milan Hodža (1878–1944), politico slovacco
- Abdul Majid Khwaja (1885–1962), avvocato; cofondatore dell'Università Jamia Millia Islamia dopo la sua delocalizzazione a Nuova Delhi
- Sir Khawaja Nazimuddin (1894-1964), secondo Governatore Generale pakistano, in seguito Primo ministro
- Khwaja Ghulam Ahmad Ashai (nato ca. 1895?), burocrate Kashmiri e leader politico
- Fedor Hodža (1912–1968), politico slovacco
- Khawaja Khurshid Anwar (1912-1984) regista indo-pakistano, scrittore, direttore e compositore musicale
- Khawaja Reazuddin Atash (1925-2001), poeta indo-pakistano
- Jamal Khwaja (n. 1926), filosofo indiano
- Khwaja Shamsuddin Azimi (n. 1927), sceicco sufi pakistano, maestro della confraternita sufi dell'Azeemia
- Khawaja Muhammad Sharif (n. 1948), giudice pakistano
- Khawaja Muhammad Asif (n. 1949), politico pakistano
- Jawwad S. Khawaja (n. 1950), giudice pakistano
- Khalid Khawaja (1951–2010) Ufficiale dell'intelligence dell'Aeronautica pakistana
- Abdulhadi Alkhawaja (n. 1962), fondatore e primo presidente del Bahrain Centre for Human Rights.
- Khawaja Saad Rafique (n. 1962), politico pakistano
- Momin Khawaja (n. 1979), ingegnere del software canadese, riconosciuto colpevole in base al Canadian Anti-Terrorism Act per aver cospirato con attivisti fondamentalisti d'ispirazione islamica al fine di realizzare un attentato esplosivo
- Usman Khawaja (n. 1986), giocatore di cricket pakistano-australiano
- Khawaja Adil Maqbul (n. 1988), giocatore di squash pakistano
- Albin Hodža (n. 1988), calciatore francese
- Khawaja Muhammad Safdar, politico pakistano
- Khawaja Muhammad Islam, politico pakistano
- Zafar Iqbal Khawaja, uomo d'affari pakistano
- Khwaja Mubarak Shah, esponente della Jammu & Kashmir National Conference  e componente del Parlamento indiano
- Khawaja Zafar Iqbal, giornalista, attivista per la pace e ricercatore del Kashmir sotto amministrazione pakistana
- Ataf Khawaja, rapper pakistano-danese
- Enver Hoxha, esponente comunista e Capo di Stato dell'Albania
- Fadil Hoxha, politico jugoslavo
- Fikret Hodžić, bodybuilder bosniaco
- Tarik Hodžić, calciatore bosniaco
- Khoja ʿUbayd Allāh ibn Khoja Maḥmūd ibn Khoja Shihāb al-Dīn Shāshī, sufi centrasiatico vissuto nel XV secolo nella regione di Samarcanda-Tashkent.

### Donne
- Zainab al-Khawaja (nata c. 1983), attivista dei diritti dell'uomo del Bahrain
- Maryam al-Khawaja (n. 1987), attivista dei diritti dell'uomo del Bahrain

Altre realtà che impiegano il termine sono:
- Khwajagan, una branca dell'Ordine sufi centro-asiatico della Naqshbandiyya, attiva tra il X secolo e il XVI secolo
- Khoja, l'insieme delle comunità musulmane sciite ismailite del subcontinente indiano
- Khoja clan, un clan gotra, per lo più di Jat (meno comunemente Rajput) attivo in alcune parti dell'India settentrionale
- Khoja (Turkestan), titolo dei discendenti del Maestro sufi centro-asiatico naqshbandi, Ahmad Kasani